# Канкаки (река)
Канка́ки (англ. Kankakee River, [kənˈkæki:], [ˌkæŋkəˈki]) — река в США, левая составляющая реки Иллинойс. Протекает в Центральных равнинах кукурузного пояса северо-западной Индианы и северо-восточного Иллинойса.
Протяжённость реки примерно 214 км. Высота над уровнем моря истока реки — 221 м (725 футов), устья — 154 м (505 футов). Средний расход воды — 136,6 м³/с.
Одно время река осушала одно из крупнейших водно-болотных угодий в Северной Америке и обеспечивала переправу между Великими озёрами и рекой Миссисипи. Значительно изменённая от своего первоначального канала, она протекает через преимущественно сельскохозяйственный регион мелиорированных пахотных земель к югу от озера Мичиган.

## Описание
Канкаки берёт начало на северо-западе Индианы, примерно в 8 км к юго-западу от Саут-Бенд. Она течёт по прямолинейному руслу, как правило, на юго-запад через сельскую северо-западную Индиану, собирая Жёлтую реку с юга в округе Старк и проходя через сообщества Южного Центра и Английского озера. Он образует границу между округами Лапорт, Портер и Лейк на севере и округами Старк, Джаспер и Ньютон на юге. Река изгибается на запад и перестаёт течь, когда входит в округ Канкаки в северо-восточном Иллинойсе. Приблизительно в 4,8 км к юго-востоку от города Канкаки она принимает реку Ирокез с юга и резко поворачивает на северо-запад для своих нижних 56 км. Она соединяется с рекой Дес-Плейнс с юга, образуя реку Иллинойс, примерно в 80 км к юго-западу от Чикаго.
Бассейн реки Канкаки истощает 7740 км² на северо-западе Индианы, 5620 км² на северо-востоке Иллинойса и около 18 км² на юго-западе Нижнего Мичигана. Район округа Лейк, который первоначально вливался в озеро Мичиган, но в настоящее время вливается посредством искусственного отвода воды в реку Иллинойс, не считается частью района исследования бассейна реки Канкаки.

### Водно-ледниковые отложения Канкаки и озёрная равнина
Большая и плохо дренированная равнина Канкаки, омываемая озёрами и озёрной равниной, охватывает приблизительно южную четверть округов Лейк и Портер. Это самый последний из трёх ландшафтных регионов, сталкивающихся с давлением надвигающейся урбанизации. Обширные районы этого района когда-то были болотами, связанными с извилистой рекой Канкаки, которая в течение восьми или девяти месяцев в году с обеих сторон была окружена водно-болотными угодьями. Площадь болота составляла от 4,8 до 6,4 км² и была глубиной от 0,30 до 1,22 м. Низменное болото было разбито редкими островками песка с образованием дюн. Песчаные острова были местами поселений индейцев, а затем и домов первопроходцев. Болото Канкаки было эффективным барьером для раннего южного исследования обоих округов, но область была постепенно истощена канавами, построенными в течение прошлых 60 лет.

### Пейзажи
Бассейн реки Канкаки является результатом Висконсинского ледникового эпизода. Это остатки ледниковых озёр, которые составляли часть озера Мичиган в ледниковом покрове. Элементы ландшафта включают в себя: 1) почти пологие равнины наземной морены; 2) эоловые (ветряные отложения) равнины; 3) отмывающие отложения, 4) центральный бассейн реки и 5) концевые морены, образующие северную, среднюю и южную границы. Местный рельеф колеблется от 18 м вдоль морены Ирокезы до 30 м на морене Валпарейзо. Отложения колеблются от 15 до 30 м в нижнем бассейне (запад). Самые глубокие отложения от 30 м до 76 м находятся в верхнем бассейне (восток). Вдоль морены Валпарейзо отложения могут достигать 110 м в толщину.
Промывные отложения происходят в основном вдоль северной границы бассейна. Южная половина бассейна Канкаки, к югу от основного русла реки, характеризуется мелкозернистыми отложениями, которые приводятся в движение ветром, образуя ряд широких эоловых песчаных дюн и хребтов. Это среднего роста озёрные илы и глины смешиваются с различными водными и ветряными отложениями по всему бассейну.

### Коренная подстилающая порода
Коренная порода, лежащая в основе бассейна Канкаки, имеет в основном силурийский период. Существуют также слои девонского и миссисипского периодов. Силурийские породы в основном доломит и известняк. Главная подземная особенность — геологическая арка Канкаки — расширение арки Цинциннати. К северу от арки, пласты опускаются в сторону озера Мичиган и бассейна Мичигана. К югу страты опускаются на юго-запад в сторону бассейна Иллинойса. В бассейне Канкаки (округа Лейк, Джаспер и Пьюласки) пласты горной породы почти плоские и находятся на вершине арки.

### Начало XXI века
Служба расширенного гидрологического прогнозирования содержит текущие данные о глубине реки.
Мост через реку Канкаки на границе Индианы и Иллинойса закрыт и частично демонтирован. Пандус для общественного транспорта расположен на северной стороне реки, и с выходом моста он не доступен с южной стороны, от Иллинойс-Рут 114 / Индиана-Стейт-Роуд 10. По состоянию на 7 сентября 2008 года старый железный мост на границе Индианы и Иллинойса был освобождён от его бетонных опор и был установлен на земле, при этом высота над водой составила всего около метра, что позволило проходить под мостом лишь на небольших лодках, каноэ и т. д.

## История

### Канкаки-торрент
Река Канкаки была образована около 16 000 лет назад в результате наводнения, известного как Канкаки-торрент. Ледниковое озеро, образовавшееся в результате талых вод оледенения в Висконсине, прорывало морены (расположенные в северной части штата Индиана), удерживая его. Последовавшее наводнение создало русло реки Канкаки и оказало ещё большее влияние в нынешнем штате Иллинойс.
Впервые реку Канкаки прошёл французский исследователь Рене-Робер Кавелье де ла Саль, в 1679 году он спустился по реке Сент-Джозеф в Канкаки и переправился в долину реки Иллинойс.

### Заболоченная равнина Канкаки
Вплоть до начала XIX века река Канкаки обеспечивала важный водный маршрут через Иллинойские земли как для коренных американцев, так и для ранних европейских поселенцев, особенно для французских пушных охотников. Истоки реки вблизи современного Саут-Бенд позволили переправиться к реке Сент-Джозеф, которая впадает в озеро Мичиган, а также переправиться к водоразделу озера Эри. Канкаки была частью внутреннего водного маршрута, соединяющего Великие озёра с рекой Иллинойс и далее с рекой Миссисипи.
До конца XIX века протяжённость реки составляла около 390 км, она текла по извилистому руслу через обширный комплекс водно-болотных угодий, окружающий реку, который был известен как Болото Гранд-Канкаки. Охватывая 14 000 км², эта территория была одним из крупнейших болотных угодий в Соединённых Штатах.

### Округа Лапорт и Старк
Современная Канкаки по сути образует границу между округами Лапорт и Старк. Однако, когда два округа были первоначально образованы, границы округа Старк были таковы, что река разделила округ и фактически изолировала северо-западную часть. Чтобы добраться до остальной части округа, жителям требовалось пройти некоторое расстояние на восток до моста Лимона (англ. Lemon's bridge), прежде чем отправиться на юг. Эти жители ходатайствовали о включении территории в округ Лапорт, это произошло 28 января 1842 года. Участок земли, оставленный округом Старк, стал посёлками Касс, Дьюи, Ханна и Прери в округе Лапорт.

### Осушение речного заболоченного места
Начиная с середины XIX века, большая часть бассейна водно-болотных угодий была осушена для создания возделываемых пахотных земель. Две большие канавы были построены в 1858 году согласно Акту о болоте 1852 года — первой попытки осушить болото. Лобби росло среди крупных землевладельцев в округе Лейк, которые выступали за полное осушение болота, но из-за гражданской войны в США и последующего экономического спада в 1880-х годах мало что предпринималось. В 1884 году владельцы земли в Саут-Бенде провели собрания, чтобы обсудить осушение болота. Двое из крупнейших землевладельцев договорились построить сеть дренажных канав на своих землях, чтобы начать осушение восточного края болота. Государственное финансирование было предоставлено проекту в течение срока полномочий губернатора Индианы Клода Мэтьюса, и проект был расширен, чтобы охватить все болото. В то время это было объявлено большим достижением для государства, которое также находилось в процессе осушения Великого чёрного болота. К 1910 году большинство болот было осушено, и началась работа по изменению маршрута реки Канкаки. В 1917 году река была углублена; к 1922 году процесс был в основном завершён, и река была на несколько километров короче, чем изначально.
В верховьях реки также было большое русло с дамбами, что облегчало транспортировку лесоматериалов из заболоченных территорий на лесопильные заводы в Иллинойсе ниже по течению. Канализация способствовала высыханию окружающих водно-болотных угодий и сократила реку до менее половины её первоначальной длины. Из первоначального болота осталось только 30 000 акров (12 000 га), что составляет примерно 1 % от первоначальной площади. Канализация реки сделала её особенно подверженной наводнениям. Начиная с 1980-х годов федеральные и государственные усилия предпринимали попытки восстановить часть первоначальной поймы реки путём стратегического расширения дамб.

### Начало XXI века
Река остаётся популярным местом для прогулок на каноэ и рыбалки. Государственный парк реки Канкаки расположен вдоль реки, к северо-западу от Канкаки, штат Иллинойс. 4095 акров (16,57 км²) района рыбы и дикой природы Канкаки находятся в штате Индиана.

## Маршрут

### Округ Сент-Джозеф (Саут-Бенд)
Истоки реки Канкаки находятся к юго-западу от центра Саут-Бенд, штат Индиана, в черте города. Отток возле этанолового завода New Energy Corp. образует охлаждающий пруд. Охлаждающий пруд впадает в канаву, которая является началом реки Канкаки. Старый индийский волок длиной 3,2 км протянулся от этой области к северо-востоку до нынешних кладбищ Хайленд и Ривервью, вдоль бывших берегов реки Сент-Джозеф, но теперь образует берег лагуны Пинхук-Парк (англ. Pinhook Park Lagoon). Река Сент-Джозеф впадает в озеро Мичиган. Знаменитый семинольский Дуб совета стоял у этой переправы, примерно 270 м от реки Сент-Джозеф. На месте бывших болот теперь расположены поля ферм.
Река была канавой и называлась Диксон-Вест-Плейс-Дитч (от англ. Dixon West Place Ditch). Ниже Крамстауна к ней присоединяется речка Гейер-Дитч (англ. Geyer Ditch) с севера, вытекающая из округа Берриен в южном Мичигане.

### Округа Лапорт и Старк
Река Канкаки протекает через юго-восточный угол округа Старке. Здесь он приобретает более естественный вид с заболоченными участками по обе стороны реки. Речные каналы образуют северную границу между округом Старк и округом Лапорт к северу. Это некоторые из наиболее обширных водно-болотных угодий в верховьях реки. Район рыбы и дикой природы Канкаки — это область дикой природы, управляемая государством, которой в значительной степени удаётся контролировать уровень воды в течение всего года. Здесь Жёлтая река (вторая по величине ветвь Канкаки) соединяется с главной рекой.

### Округ Портер
Река Канкаки также образует южную границу округа Портер, ограничивая область сельскохозяйственных угодий и водно-болотных угодий. По всей этой территории Канкаки также называют Мраморной канавой. Это сердце Большого болота Канкаки, которое было осушено в начале XX века.
Самое раннее зарегистрированное пересечение Канкаки было на Мосту Баума, на Мостовой дороге Южного Баума (округ Портер), до CR 200 W (округ Джаспер). Другим историческим переходом между округом Портер и округом Джаспер является мост Данна на востоке; CR 500 E (округ Портер) — CR 400 E (округ Джаспер).

### Округ Джаспер
Округ Джаспер находится к югу от реки Канкаки и усеян песчаными холмами и водно-болотными угодьями. Большая часть территории была осушена для создания сельскохозяйственных угодий, но вдоль границ реки были созданы многочисленные природоохранные территории, такие как охраняемая территория водно-болотных угодий Ауки и окружающая саванна NIPSCO.

### Округа Лейк и Ньютон
Река Канкаки образует границу между округом Лейк на севере и округом Ньютон на юге. Вдоль этого участка реки канал был выправлен, проходя между Шелби на севере и Тайером на юге. Район рыб и дикой природы Ласали доминирует по обе стороны реки, поскольку он выходит из Индианы и входит в Иллинойс.

### Округ Канкаки
Войдя в Иллинойс, река возвращается к своему естественному руслу, извиваясь в Моменсе. Это последняя часть Большого болота Канкаки, которая никогда не была выброшена. Именно в Моменсе река пересекает семимильный (11 км) известняковый шельф, называемый Моменсской плотиной. Эта естественная устойчивость к эрозии создала блокировку в потоке реки Канкаки, создавая запас воды и создав таким образом Большой болот, который когда-то покрывал 500 000 акров (200 000 га). Удаление плотины является частью истории осушения болота.
За пределами Моменс река приобретает более традиционный облик и течёт по холмистой местности округа Канкаки.

### Округ Уилл
Река впадает в округ Уилл, штат Иллинойс, всего на короткое расстояние, а затем впадает в реку Дес-Плейнс. Здесь, в районе рыб и дикой природы Дес-Плейнс, две реки образуют реку Иллинойс, впадающую в реку Миссисипи.

## Политические образования
Из-за широкой долины реки и исторического Великого чёрного болота на реке по всей длине Индианы мало городов. Большинство из них расположены на севере или юге, на возвышенности, недалеко от болот. Сегодня болота осушены, и неясно, почему города находятся так далеко от реки.

### Индиана
- Округ Сент-Джозеф
  - Грин-Тауншип[англ.]
    - Саут-Бенд

  - Либерти-Тауншип[англ.]
    - Норт-Либерти[англ.]

  - Линкольн-Тауншип[англ.]
    - Уокертон[англ.]

  - Олив-Тауншип[англ.]
- Округ Лапорт
  - Канкаки-Тауншип[англ.]
  - Плезант-Тауншип[англ.]
  - Линкольн-Тауншип[англ.]
  - Вашингтон-Тауншип[англ.]
    - Кингсбери[англ.]

  - Джонсон-Тауншип[англ.]
  - Юнион-Тауншип[англ.]
    - Кингсфорд-Хайтс[англ.]

  - Нобл-Тауншип[англ.]
  - Ханна-Тауншип[англ.]
    - Ханна[англ.]

  - Клинтон-Тауншип[англ.]
  - Прейри-Тауншип[англ.]
  - Касс-Тауншип[англ.]
    - Уаната[англ.]

  - Дьюи-Тауншип[англ.]
    - Ла-Кросс[англ.]
- Округ Старк
  - Дэвис-Тауншип[англ.]
    - Гамлет[англ.]

  - Джексон-Тауншип[англ.]
  - Реилроуд-Тауншип[англ.] — Жёлтая река[англ.] впадает здесь в реку Канкаки.
    - Английское озеро[англ.]
    - Ломакс[англ.]
- Округ Портер
  - Вашингтон-Тауншип[англ.]
  - Морган-Тауншип[англ.]
  - Плезант-Тауншип[англ.]
    - Каутс[англ.]

  - Юнион-Тауншип[англ.]
  - Бун-Тауншип[англ.]
    - Хиброн[англ.]
- Округ Джаспер — хотя весь округ Джаспер находится в бассейне реки Канкаки, большая часть округа находится на реке Ирокез, а не непосредственно на главном русле Канкаки.
- Округ Лейк
- Округ Ньютон — как и округ Джаспер, округ Ньютон находится в бассейне реки Канкаки, но большая часть округа находится на реке Ирокез, а не на главном русле Канкаки.

### Иллинойс
- Округ Канкаки — весь округ Канкаки находится в бассейне реки Канкаки. Около половины находится на реке Ирокез[англ.].
  - Йеллоухед-Тауншип[англ.]
  - Моменс-Тауншип[англ.]
    - Моменс

  - Пемброк-Тауншип[англ.]
  - Самнер-Тауншип[англ.]
  - Гейнер-Тауншип[англ.]
  - Арома-Тауншип[англ.] — здесь река Ирокез соединяется с рекой Канкаки.
  - Роквилл-Тауншип[англ.]
  - Бурбонне-Тауншип[англ.]
  - Канкаки-Тауншип[англ.]
    - Канкаки

  - Мантено-Тауншип[англ.]
  - Лаймстоун-Тауншип[англ.]
    - Лаймстоун[англ.]

  - Салина-Тауншип[англ.]
- Округ Уилл
- Округ Гранди — именно здесь река Канкаки соединяется с рекой Дес-Плейнс и образует реку Иллинойс.

## Парки и заповедники

### Штат Индиана
Река Канкаки (основной поток)
- Ром-Виллидж-Вудс (англ. Rum Village Woods — «лесная деревня Ром»), Саут-Бенд, округ Сент-Джозеф (наблюдение за птицами и мелкими млекопитающими)[24].
- Государственный парк Потейто-Крик[англ.], Норт-Либерти[англ.], округ Сент-Джозеф.
- Заповедник дикой природы Фиш-Лейк, Фиш-Лейк[англ.], округ Лапорт[24].
- Район рыб и дикой природы Кингсбери[англ.], Кингсбери[англ.], округ Лапорт.
- Район рыб и дикой природы Канкаки[англ.], Английское озеро, округ Старк.
- Природный заповедник озера Кунц, озеро Кунц[англ.], округ Старк (саванна из чёрного дуба и низинное болото)[24].
- Район рыб и дикой природы Джаспер-Пьюласки[англ.], Радиовиль[англ.], округ Пьюласки.
- Природный заповедник Стуцбург-Саванна (англ. Stoutsburg Savanna Nature Preserve), Уитфилд[англ.], округ Джаспер (холмистые песчаные хребты)[24].
- Район рыб и дикой природы Ласали[англ.].
- Природный заповедник Конрад-Саванна[англ.], Станция Конрад-Саванна, округ Ньютон (саванна из чёрного и белого дуба)[24].
- Район рыбы и дикой природы Уиллоу Слау[англ.], Марокко[англ.], округ Ньютон.

Ветвь Жёлтой реки
- Область сохранения дикой природы Меномини (англ. Menominees), Плимут, округ Маршалл[24].

Ветвь реки Ирокез
- Ярмарочная площадь округа Ньютон, Кентленд?!, округ Ньютон.

### Штат Иллинойс
- Район рыб и дикой природы Дес-Плейнс[англ.].
- Лесные заповедники долины реки Канкаки[25].
  - Арома-Ленд и Водный заповедник, Святая Анна[англ.].
  - Тропа Гар-Крик и Восстановленные Прерии, город Канкаки.
  - Место лесовосстановления известняка, Канкаки.
  - Центр экологического образования Шеннон-Байу, Арома-Парк[англ.].
  - Страсма-Гроу, Канкаки.
  - Дендрарий Уолдрон, Арома-Парк.
  - Зейдек-Мэдоус, Святая Анна[англ.].
- Айленд-Парк[себ.], Моменс.
- Государственный парк реки Канкаки.